# بابلو كاربالو
بابلو كاربالو (بالإسبانية: Pablo Carballo)‏ هو طيار أرجنتيني، ولد في 11 ديسمبر 1947 في بوينس آيرس في الأرجنتين.